# Vision-Sensor
Ein Vision-Sensor ist ein Bildverarbeitungssystem, das auf eine bestimmte Aufgabe optimiert ist. Der Vision-Sensor nimmt Bilder auf, wertet sie mit Bildverarbeitungsalgorithmen aus und löst dann eine entsprechende Reaktion aus.

## Abgrenzung zu Smart-Kamera
Sie unterscheiden sich von einer Smart-Kamera wie folgt:
| Merkmal                      | Vision-Sensor                   | Smart-Kamera                                 |
| ---------------------------- | ------------------------------- | -------------------------------------------- |
| Bildverarbeitungsalgorithmen | Beschränkte, vorgegebene Anzahl | Frei programmierbar                          |
| Inbetriebnahme               | Parametrieren oder Einlernen    | Programmieren                                |
| Bildrate                     | bis zu 120 frames per second    | je nach Typ, bis zu 3000 fps möglich         |
| Bildauflösung                | QVGA – VGA                      | je nach Typ, meist mehr als 1024 × 768 Pixel |

## Spezialisierung
Vision-Sensoren sind auf bestimmte Anwendungsfelder (Branchenlösung) spezialisiert und für wenig komplexe Bildverarbeitungsaufgaben geeignet. Sie enthalten Schnittstellen zur Kommunikation, zum Beispiel Ethernet, aber auch industrietaugliche 24-Volt-Schnittstellen zum Anschluss an SPS oder Pneumatikventile.
Aus Gründen einer einfachen Bedienung ist die Anzahl der hard- und softwareseitigen Bedienelemente stark reduziert, so dass meist nur geringe Anpassungen an die Applikation möglich sind.

## Bestandteile
Ein Vision-Sensor besteht typischerweise meist aus folgenden Komponenten:
- Integrierte Beleuchtung meist Leuchtdioden
- Integriertes Objektiv
- ein bildgebender Sensor zum Beispiel CCD- oder CMOS-Sensor und dessen Ansteuerung
- einem Festspeicher für die Firmware und die aktuelle Sensorparametrierung
- einem Bild- und Datenspeicher meist als RAM ausgeführt
- einem Echtzeit Bildverarbeitungsprozessor, realisiert als DSP, CPU, FPGA oder als (Embedded) PC
- Anwendungsspezifische Informationsverarbeitung
- Schnittstelle zum Anschluss an einen externen Rechner meist USB, Ethernet – selten FireWire
- digitale Ein- & Ausgänge in 24 V Technik zum Anschluss z. B. an eine SPS

## Typen
- Einknopf-Sensoren mit Einlern-Knopf als einzigem Bedienelement (i. A. zum Einlernen eines Musters)
- applikationsspezifische Sensoren mit wenigen einzustellenden Parametern  (z. B. Sensoren für Druckbilderkennung, DataMatrix-Code-Leser), Einstellung durch eine Handtastatur oder ein abgesetztes Bediengerät
- Universalsensoren (general-purpose sensor) mit Bedienoberflächen zur umfangreicheren Parametrisierung (PC-Bedienoberfläche)

Die zuletzt genannten Universalsensoren besitzen nachstehende für Prüfabläufe typische Funktionen:
| Funktion          | Beschreibung                                                 | Anwendung                                                   |
| ----------------- | ------------------------------------------------------------ | ----------------------------------------------------------- |
| Grauwertvergleich | prüft die prozentuale Helligkeit                             | Unterscheidung von hellen und dunklen Teilen                |
| Kontrasterkennung | prüft den Kontrast im Bild                                   | Anwesenheitsprüfung z. B. Schriftzug auf Teil               |
| Pixelzählung      | zählt die Anzahl der Pixel mit einem bestimmten Grauwert     | Teileunterscheidung, Formprüfung                            |
| Konturanalyse     | prüft die Form                                               | Teileunterscheidung z. B. Rechteck vs. Dreieck              |
| Mustererkennung   | sucht ein eingelerntes Muster im Bild                        | Teile finden, zählen, Unterscheidung von Gut-/Schlecht-Teil |
| Distanzvergleich  | ermittelt den Abstand zwischen zwei Grauwertkanten in Pixeln | Sortieren von unterschiedlich breiten / hohen Teilen        |